# Bailliage de Schambourg
Ne doit pas être confondu avec Comté de Schaumbourg.
Le bailliage de Schambourg (ou  Schaumbourg) est une ancienne entité administrative du duché puis de la province de Lorraine.

## Géographie
La situation de ce bailliage était au nord de la Lorraine, qu'il ne touchait que par le bailliage de Bouzonville et celui de Mertzick (Merzig). Les terres de Trèves, du Palatinat, de Sarrebruck et autres principautés étrangères l'environnaient.
Le pays de Schambourg était au XVIIIe siècle rempli de bois et de montagnes. Le sol y était ingrat produisant à peine du seigle, de l'avoine et du sarazin pour la consommation des habitants. Par contre, on y trouvait beaucoup de mines de fer et de cuivre. On en tirait anciennement différentes espéces de pierres précieuses (grenats, calcédoines, jaspe, agate...).

## Histoire
La langue française était presque inconnue du peuple dans cette région.  Il n'y avait ni ville ni bourg dans ce bailliage, c'est le château ruiné de Schambourg (ou Schwmbourg), situé au sommet d'une montagne escarpée, qui en était le chef-lieu. Mais c'est en fait Tholey, situé au pied de cette même montagne, qui était le véritable chef-lieu du bailliage.
La coutume générale de Lorraine y était suivie. Mais Lébach, Remelbach et autres dépendances dans lesquelles le Roi n'avait que deux septièmes, étaient régis par le droit commun. Les seigneurs de ces endroits y avaient leurs juges particuliers qui administraient la justice avec le lieutenant-général du bailliage de Schambourg. L'appel de leurs décisions se portait à la chambre de Vetzlar. Le Bailliage était rattaché au spirituel du diocèse de Trèves. Excepté Oberkirich, Crugelbornn, Herichweiller, Seltzweiller et Pleisbach qui étaient du diocèse de Mayence.
Les localités de Viesbach, Homès et Kirshoff, furent cédées au prince de Nassau-Sarrebruck par la convention du 15 février 1766.
Les territoires de Tholey, Soltzviller, Marping, Betting, Aussen, Gresaubach et Hambach avaient été engagés aux auteurs du comte d'Agstoul, par contrat du 4 mars 1621. Le domaine en fut remis au Roi suivant l'arrêt de son conseil du 6 août 1777.
Le 3 avril 1783, le Haut-Office de ce bailliage, qui comprend les mairies d’Obsteten, de Fraizen et de Weyersbach, est cédé au duché de Deux-Ponts. Le 15 novembre 1786, la partie inférieure de ce bailliage, dite le Bas-Office, est également cédée au duché de Deux-Ponts, à l'exception de Castel, Boubweiller, Rathen et Constembach. Par un décret de la Convention nationale du 14 février 1793, la France reprend la possession des localités cédées en 1786 et les intègre au département de la Moselle dans les cantons de Tholey et de Betting.

## Composition
Communautés qui étaient dans le bailliage de Schambourg en 1779 :
| Communauté                                                                 | Détails |
| -------------------------------------------------------------------------- | --- |
| Schambourg                                                                 | le château de, avec le village et l'abbaye de Tholey & la cense de Schweihauzen                                       |
| Alzweiller                                                                 | village, mairie |
| Betting                                                                    | mairie de. Composée de Betting, Aussen, Goldbach, Gresaubach                                                          |
| Bliesen                                                                    | mairie de. Composée de Bliesen, Niderhoffen, Elmeren & la cense de Vallesweiller                                      |
| Castel                                                                     | mairie de. Composée de Castel, Boubweiller, Rathen & Constembach                                                      |
| Eppelbronn                                                                 | mairie de. Composée d'Eppelbronn, Calmesweiller, Pubach, Habach, Schaffhausen, Mackerbach                             |
| Exweiller                                                                  | mairie de. Composée d'Exweiller, Schellenbach, Steinbach, Derstroff, Asbach, Heinzelhoffen et la cense de Geisweiller |
| Freysen                                                                    | village, mairie |
| Guidesweiller                                                              | mairie de. Composée de Guidesweiller, Linden, Oxembach                                                                |
| Imbweiller                                                                 | mairie de. Composée d'Imbweiller, Groning & Homweiller                                                                |
| Limbach ou Limpach                                                         | - |
| Lindscheid & Niderhoffen                                                   | - |
| Marping ou Marpingen                                                       | village, mairie |
| Naumborn                                                                   | idem |
| Neyppel & Scheuren                                                         | - |
| Oberkirick                                                                 | mairie de |
| Obsteten ou Hobsteten                                                      | mairie de |
| Soltzweiller, Viller-Imloch et la cense d'Eingsterhoff                     | - |
| Weyersbach, Heimbach, Leitzweiller, Bliderding et la cense de Werteinstein | - |
| Winterbach                                                                 | - |
| Woustweiller                                                               | - |